# Andrey Golubev
Andrey Golubev (Volzhsky, 22 de julho de 1987) é um tenista profissional cazaque.
Até 2010, Golubev nunca havia entrado para o top 50 mundial. Porém, em julho deste ano, de forma surpreendente, ganhou o ATP 500 de Hamburgo, derrotando o cabeça-de-chave 1 do torneio, Nikolay Davydenko, e o cabeça-de-chave 3 Jurgen Melzer na final. Com isto, deu um salto de 45 posições no ranking, subindo de 82º para 37º do mundo. Alcançou a marca de 33° como melhor ranking em outubro de 2010.

## Conquistas

### Simples(1)
| Legenda (Simples)               |
| Grand Slam (0)                  |
| ATP World Tour Finals (0)       |
| ATP World Tour Masters 1000 (0) |
| Outros torneios ATP (1)         |

| Títulos por Superfície |
| Dura (0)               |
| Grama (0)              |
| Saibro (1)             |
| Carpete (0)            |

| Posição | N. | Data                  | Torneio                 | Piso   | Oponente        | Placar              |
| ------- | -- | --------------------- | ----------------------- | ------ | --------------- | ------------------- |
| Campeão | 1. | 25 de Julho de 2010   | Hamburgo, Alemanha      | Saibro | Jurgen Melzer   | 6-3, 7-5            |
| Vice    | 2. | 26 de outubro de 2008 | São Petersburgo, Rússia | Dura   | Andy Murray     | 6-1, 6-1            |
| Vice    | 3. | 3 de outubro de 2010  | Kuala Lumpur, Malásia   | Dura   | Mikhail Youzhny | 6-7(7), 6-2, 7-6(3) |

### Doubles: 1 (1 vice)
| Posição | N. | Data           | Torneio                              | Piso   | Parceiro          | Oponentes                      | Placar   |
| Vice    | 1. | Agosto 2, 2014 | ATP de Kitzbühel, Kitzbühel, Áustria | Saibro | Daniele Bracciali | Henri Kontinen Jarkko Nieminen | 1-6, 4-6 |